# Bol-sein
Pour les articles homonymes, voir Bol.
Le bol-sein, ou la jatte-téton, est une céramique en forme de sein, œuvre du sculpteur Louis-Simon Boizot et du peintre Jean-Jacques Lagrenée le Jeune, créée en 1787 ou 1788.

## Origine

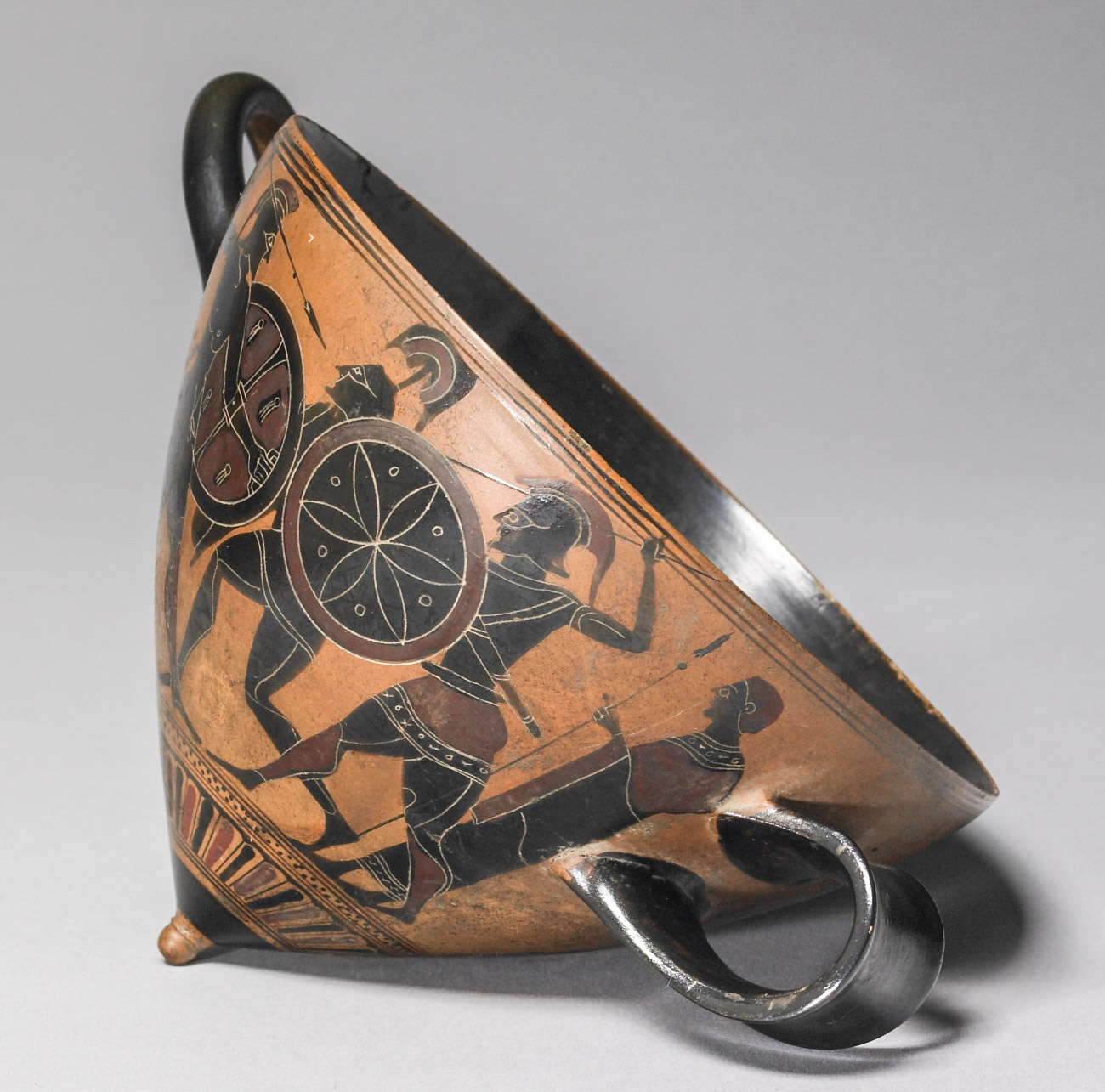
Mastos grec, vers 530 av. J.-C.

Le forme du bol-sein de Sèvres s'inspire d'une forme de la céramique grecque antique, le mastos, coupe à boire en forme de sein.
Le bol-sein est l'une des pièces d'un service commandé à la manufacture de Sèvres par le roi Louis XVI pour la reine Marie-Antoinette. Ce service devait servir à la consommation des laitages de la laiterie du château de Rambouillet, construite entre 1785 et 1787. Les 65 pièces du service, sur les 108 d'abord prévues, furent conçues par le sculpteur Louis-Simon Boizot et le peintre Jean-Jacques Lagrenée le Jeune et livrées en 1787 et 1788.

## Le bol-sein de Sèvres
Le bol-sein du service de Rambouillet est fait de porcelaine tendre et repose sur un trépied fait de porcelaine dure, le tout de couleurs violine, rose et bleu. Le trépied est décoré de têtes et de pieds de bouc et de motifs antiquisants inspirés des fouilles d'Herculanum et Pompéi, récemment redécouvertes.
Une légende, fausse, veut qu'il aurait été moulé sur le sein de la reine Marie-Antoinette.

## Autres bols-seins
En 2008, Karl Lagerfeld crée un bol-sein copie du sein de la mannequin Claudia Schiffer. En 2014 Jane McAdam Freud (en) crée une coupe à champagne moulée sur le sein de la mannequin Kate Moss.